# Zaróbmy jeszcze więcej
Zaróbmy jeszcze więcej (oryg. Let's Make Money, 2008) – austriacki film dokumentalny w reżyserii Erwina Wagenhofera. Tematem filmu są różne aspekty globalnego systemu finansowego, m.in. rynki wschodzące, raje podatkowe, gospodarka krajów rozwijających się, mechanizm boomu budowlanego w Hiszpanii itp.
W filmie występują m.in.: Mark Mobius – menedżer inwestujący na rynkach wschodzących, Mirko Kovats – austriacki biznesmen budujący fabryki w Indiach, Terry Le Sueur – szef ministrów Jersey, europejskiego raju podatkowego, Hermann Scheer – członek Bundestagu, zaangażowany w propagowanie energii słonecznej, Gerhard Schwarz redaktor działu gospodarczego „Neue Zürcher Zeitung” oraz bezdomni i robotnicy.
Film trwa 110 min. Jego premiera odbyła się w październiku 2008. W Polsce po raz pierwszy wyświetlono go 8 maja 2009 podczas festiwalu Planete Doc Review. Film wszedł do regularnej dystrybucji w Polsce 11 września 2009.